# Dream 9 Toriko & One Piece & Dragon Ball Z Chō Collaboration Special!!
 (novembre 2020).
Si vous disposez d'ouvrages ou d'articles de référence ou si vous connaissez des sites web de qualité traitant du thème abordé ici, merci de compléter l'article en donnant les références utiles à sa vérifiabilité et en les liant à la section « Notes et références ».
Dream 9 Toriko & One Piece & Dragon Ball Z Super Collaboration Special (japonais :ド リ ー ム 9 トリコ × One Piece × ド ラ ゴ ン ボ ー ル Z 超 コ ラ ボ ス ペ シ ャ ル !!) est un crossover spécial diffusé le 7 avril 2013 sur Fuji TV. 
Il a été conçu pour commémorer le début de la troisième année de l'anime Toriko, qui a été créé en avril 2011, et présente des personnages de Dragon Ball Z, One Piece et Toriko. La spéciale se compose de deux épisodes diffusés ensemble: l'épisode 99 de Toriko, Run, Strongest Team! Toriko, Luffy et Goku! (走 れ 最強 軍 団！ ト リ コ と ル フ ィ と 悟空！), et l'épisode 590 de One Piece, La collaboration la plus puissante de l'histoire contre les gloutons de la mer (史上 最強 コ ラ ボ VS 海 の 大 食 漢) . 

## Contexte
Les personnages de Dragon Ball et One Piece figuraient déjà ensemble dans le manga de collaboration spéciale de 2006 Cross Epoch, et les personnages de One Piece et Toriko figuraient déjà ensemble dans un manga spécial One Piece x Toriko Crossover 2011 et deux spéciaux d'une heure Toriko × One qui ont été diffusés respectivement en avril 2011 et avril 2012, et qui ont été diffusés avant ou après les épisodes hebdomadaires de One Piece. De plus, Toriko et One Piece partagent le bloc de programmation Dream 9 (ド リ ー ム 9) de Fuji TV qui commence le dimanche à 9 h 00 depuis avril 2011. La balise Dream 9 était également utilisée auparavant pour promouvoir les plages horaires de Dragon Ball Kai et One Piece lors de leur émission originale, alors que Dragon Ball Kai a été suivi par One Piece lors de sa première diffusion au Japon. En outre, divers croisements animés multi-écran Panic Adventure de diverses séries de mangas Shueisha, y compris Dragon Ball et One Piece, ont déjà été projetés lors d'événements spéciaux.
Le Super Collaboration Special a été diffusé en deux parties dans la tranche horaire entre 9 h 00 et 10 h 00 sur Fuji TV, le 7 avril 2013, soit une semaine après la première du film Dragon Ball Z: Battle of Gods au Japon. Un billet de collaboration spécial en prévente pour les films Battle of Gods et One Piece Z 2013 a été mis en vente le 23 novembre 2012. Le double billet a une illustration spéciale par Eiichirō Oda et Akira Toriyama avec Luffy et Goku.
Les trois franchises du Super Collaboration Special collaborent également dans le jeu crossover 2013 J-Stars Victory VS (2014). Les personnages de Dragon Ball et One Piece sont également présentés ensemble dans les jeux vidéo Jump Super Stars (2005), Battle Stadium D.O.N (2006), Jump Ultimate Stars (2006) et Battle Taikan Gomu Gomu no Kamehameha (2008).